# 2004년 정동진독립영화제
제6회 정동진독립영화제는 2004년 8월 6일에 열린 시상식이다.

## 수상 및 후보

### 땡그랑동전상
- 빵과 우유 - 원신연 수상
- 자유를 그리다 - 박원철 수상
- 어느날 - 박준형 수상

### 섹션1
- 빗방울 전주곡 - 최헌규
- 빵과 우유 - 원신연
- 정현아~ - 강준원

### 섹션2
- 신도시인 - 홍두현
- 히치하이킹 - 최진성
- 사랑하는 소녀 - 김종관

### 섹션3
- 멍 - 곽경윤
- 어느날 - 박준형
- 잘돼가? 무엇이든 - 이경미

### 섹션4
- 우리 순이는 어디로 갔을까 - 남다정
- 자유를 그리다 - 박원철
- 어떤 나들이 - 박수영